# PWS-101
PWS-101 – polski szybowiec wyczynowy z międzywojennej Podlaskiej Wytwórni Samolotów. Został skonstruowany przez inż. Wacława Czerwińskiego we współpracy z inż. Bolesławem Wiśnickim na I Szybowcowe Mistrzostwa Świata na Wasserkuppe w 1937 roku.
PWS 101 był pierwszym szybowcem polskiej produkcji wyposażonym w zbiornik na balast wodny i pierwszym mającym hamulce aerodynamiczne w płatach. Za przelot 578 km na tym szybowcu pilot Tadeusz Góra otrzymał w 1939 roku pierwszy medal Lilienthala, przyznany przez FAI za najlepszy światowy wyczyn szybowcowy.
Następca tego szybowca to PWS-102 Rekin.